# Festival international du film indépendant de Bordeaux
Le Festival international du film indépendant de Bordeaux, dit Fifib, est un festival de cinéma créé en 2012, qui se déroule chaque année dans la ville française de Bordeaux, en région Nouvelle-Aquitaine.
Ce festival défend le cinéma indépendant mondial. Il rend compte de toutes les formes d’indépendance : d'esprit, de liberté de création, et d'innovation. Il a lieu au mois d'octobre à l'Utopia Saint-Siméon, salle de cinéma d'art et d'essai de Bordeaux, et à la cour Mably (« le village du festival »).

## Jurys et palmarès annuels
Les nationalités des membres du jury ne sont mentionnées qu'en dehors du cas français.

### Palmarès 2012
Organisée par l'association « Semer le doute » et parrainée par Olivier Assayas, la 1re édition du festival a eu lieu du 2 au 7 octobre 2012.
Composition du jury : Nathalie Baye (actrice, présidente du jury), Jordan Mintzer (critique, scénariste américain), Pilar López de Ayala (actrice espagnole), Charles Tesson (critique, historien de cinéma), Fabrizio Mosca (producteur).
- Lune d'or (grand prix) : Rengaine de Rachid Djaïdani
- Lune d'argent : Antiviral de Brandon Cronenberg
- Prix Court métrage : The Road to Klampenborg de Thomas Gendreau

### Palmarès 2013
La 2e édition du festival a eu lieu du 3 au 9 octobre 2013.
Composition du jury : Anne Parillaud (actrice, présidente du jury), Jonathan Caouette (réalisateur américain), Vimukthi Jayasundara (réalisateur srilankais), Santiago Amigorena (scénariste, réalisateur et écrivain), Julie Depardieu (actrice)
- Lune d'or : Tonnerre de Guillaume Brac ; mention spéciale à Marussia d'Eva Pervolovici[5]
- Lune d'argent : Die Welt, d'Alex Pitstra[5]
- Lune blanche : Atlantic Avenue de Laure de Clermont-Tonnerre et Men of the Earth d'Andrew Kavanagh[5]
- Prix du Syndicat français de la critique de cinéma : Les Interdits d'Anne Weil et Philippe Kotlarski[5]

### Palmarès 2014
La 3e édition du festival a eu lieu du 7 au 12 octobre 2014.
Composition du jury : Peter Suschitzky (directeur de photographie britannique, président du jury), Rebecca Zlotowski (réalisatrice), Kate Moran (actrice), Stanislas Merhar (acteur), Guillaume Brac (réalisateur).
- Grand prix du jury « Domaine Clarence Dillon » : Vincent n'a pas d'écailles de Thomas Salvador ; mention spéciale à Mercuriales de Virgil Vernier
- Prix du jury Erasmus + : Mercuriales de Virgil Vernier
- Prix Court métrage : Tant qu'il nous reste des fusils à pompe de Caroline Poggi et Jonathan Vinel
- Prix du Syndicat français de la critique de cinéma : Titli, une chronique indienne de Kanu Behl
- Prix Aquitaine Film Workout : Souvenirs de la Géhenne de Thomas Jenkoe

### Palmarès 2015
La 4e édition du festival a eu lieu du 8 au 14 octobre 2015.
Composition du jury : Valeria Golino (actrice, réalisatrice et productrice italienne, président du jury), Thomas Salvador (réalisateur), Clémence Poésy (actrice), Pierre-Alexandre Busson (producteur et compositeur), Céline Sciamma (réalisatrice et scénariste)
- Grand prix du jury « Domaine Clarence Dillon » : Ce sentiment de l'été de Mikhaël Hers
- Prix Deuxième regard : Les Filles au Moyen Âge de Hubert Viel
- Prix du jury Erasmus + : À peine j'ouvre les yeux de Leyla Bouzid
- Prix Court métrage : Ma manman d'Lo de Julien Silloray
- Prix Aquitaine Film Workout : Le convoi des braves de Guillaume Brac

### Palmarès 2016
La 5e édition du festival a eu lieu du 13 au 19 octobre 2016.
Composition du jury : Elli Meideros (actrice et chanteuse uruguayenne, présidente du jury), Mikhaël Hers (réalisateur), Roxane Mesquida (actrice), Jonathan Nossiter (réalisateur et écrivain américain), Oxmo Puccino (rappeur franco-malien)
- Grand prix du jury « Domaine Clarence Dillon » : Hedi de Mohammed Ben Attia
- Prix Court métrage : Chasse Royale de Lise Akoka et Romane Guéret
- Prix Contrebandes : Heis (Chroniques) de Anaïs Volpé

### Palmarès 2017
La 6e édition du festival a eu lieu du 18 au 25 octobre 2017.
Composition du jury : Nicolas Maury (acteur, président du jury), Mariam Al Ferjani (actrice et réalisatrice tunisienne), Rachel Khan (actrice et écrivain), Yann Gonzalez (réalisateur), Sabrina Seyvecou (actrice)
- Grand prix du jury « Domaine Clarence Dillon » : Les Garçons Sauvages de Bertrand Mandico - mention spéciale à Meteors de Gürcan Keltek
- Prix du jury Erasmus + : Les Garçons Sauvages de Bertrand Mandico
- Prix Court métrage : Diqua Dai Monti de Benoît Bouthors
- Prix Contrebandes : Retour à Bollène de Saïd Hamich - mention spéciale à Mes nuits feront échos de Sophie Goyette
- Prix Nouvelle-Aquitaine Film Workout : Je m'aime de Katrín Ólafsdóttir

### Palmarès 2018
La 7e édition du festival a eu lieu du 9 au 15 octobre 2018.
Composition du jury : Kleber Mendonça Filho (réalisateur brésilien, président du jury), Garance Marillier (actrice), Danielle Arbid (réalisatrice et scénariste franco-libanaise), Lola Créton (actrice), Rachida Brakni (actrice et metteur en scène)
- Grand prix du jury « Domaine Clarence Dillon » : Game Girls[10] d'Alina Skrzeszewska

- Prix Long métrage - Sélection internationale : Meurs, monstre, meurs[11] d'Alejandro Fadel
- Prix Long métrage - Sélection française : Sophia Antipolis de Virgil Vernier
- Prix du jury Erasmus + : L'Homme qui a surpris tout le monde de Natasha Merkulova et Aleksey Chupov - mention spéciale à Rojo de Benjamin Naishtat
- Prix Court métrage : Côté Cœur de Héloïse Pelloquet - mention spéciale à Aliasare d'Anton Bialas
- Prix Contrebandes (ex aequo) : Flesh Memory de Jacky Goldberg et Roman national de Grégoire Beil
- Prix Nouvelle-Aquitaine Film Workout : America de Giacomo Abbruzzese ; en compétition : Astana, Ville du futur? de Laurier Fourniau ; Foret Noire de Jean-Marc E. Roy et Philippe David Gagné ; Les Immortelles de Caroline Deruas ; Marave Challenge de Simon Rieth ; Pavot de Baer Xiao ; Pohja Konn de Nicolas Boone ; Quietus de Zalfa Seurat ; Rajaa: ça veut dire espérance de Marielle Duclos ; Un solo amore de Yoann Demoz et Fabien Fischer

### Palmarès 2019
La 8e édition du festival a eu lieu du 15 au 21 octobre 2019.
- Jury compétition internationale : Zal Batmanglij (réalisateur franco-américain, président du jury), Sara Forestier (actrice), Monia Chokri (actrice et réalisatrice québécoise), Rachid Djaïdani (écrivain, réalisateur, scénariste et acteur), Jean-Charles Hue (réalisateur et plasticien)
- Jury compétition française : Zahia Dehar (actrice et mannequin franco-algérienne), Jean-Bernard Marlin (réalisateur et scénariste), Fishbach (autrice-compositrice, interprète et actrice)
- Jury compétition Contrebandes : Roxane Mesquida (actrice, réalisatrice et productrice), Félix Maritaud (acteur), Bonnie Banane (actrice et musicienne)

### Palmarès 2020
La 9e édition du festival eu lieu du 14 au 19 octobre 2020.
- Jury compétition internationale : Anaïs Jacquemont, Henry Clemens, Thibault Jauréguiber, Chloé Arnaud, Hedi Ghozzi
- Jury compétition française : Lio, Maïmouna Doucouré, Delphine Gleize
- Jury compétition Contrebandes : Alma Jodorowsky, Johan Papaconstantino, Alexis Langlois

### Palmarès 2021
La 10e édition du festival a eu lieu du 13 au 18 octobre 2021.

## Les prix

### Prix existants
Les prix existants sont :
- le grand prix du jury « Domaine Clarence Dillon » (depuis 2014) : le lauréat du meilleur long métrage, prix décerné par le jury Longs métrages du Fifib, remporte une dotation financière de 5000 euros dotée par le Domaine Clarence Dillon ;
- le prix Long métrage - Sélection internationale (depuis 2018) : ce prix est décerné au meilleur long métrage international par le jury Longs métrages du Fifib ;
- le prix Long métrage - Sélection française (depuis 2018) : ce prix est décerné au meilleur long métrage français par le jury Longs métrages du Fifib ;
- le prix Court métrage (depuis 2014) : ce prix est décerné par le jury Courts métrages et Contrebandes du Fifib, et doté par le Conseil régional de Nouvelle-Aquitaine ; le lauréat de la compétition Courts métrages bénéficie d’une résidence d’écriture à La Métive, lieu international de résidence artistique de création pluridisciplinaire, et d’une bourse d’écriture de 1 500 € ;
- le prix Contrebandes (depuis 2016) : ouverte aux longs, moyens et courts métrages de réalisateurs francophones auto-produits et non distribués, cette compétition met en lumière une production cinématographique faite hors des sentiers battus et des financements traditionnels ; ce prix est décerné par le jury Courts métrages et Contrebandes du Fifib ; le lauréat remporte une campagne de diffusion mondiale de un mois sur la plateforme de VOD MUBI ;
- le prix du jury Erasmus + (depuis 2014) : ce prix récompense le meilleur long métrage ;
- le prix Nouvelle-Aquitaine Film Workout (depuis 2014) : le Fifib, en partenariat avec la région Nouvelle-Aquitaine, organise un concours dont les films gagnants seront invités en Nouvelle-Aquitaine pour une résidence de post-production sur mesure, d'une valeur de 20 000 euros par film.

### Prix disparus
Les prix ayant disparu sont (entre parenthèses, les durées d'existence) :
- le grand prix du jury « Lune d’or » (de 2012 à 2013) ;
- la Lune d'argent (de 2012 à 2013) ;
- la Lune blanche (2013) ;
- le Coup de cœur de Kino (2012) ;
- le prix du jury Deuxième regard (2015) ;
- le prix du Syndicat français de la critique de cinéma (de 2013 à 2014).